# Marcipa curvilinea
Marcipa curvilinea là một loài bướm đêm trong họ Erebidae.